# Edward Vaughan Bevan
Edward Vaughan Bevan (ur. 3 listopada 1907 w Chesterton, zm. 23 lutego 1988 w Cambridge) – brytyjski wioślarz i lekarz, złoty medalista olimpijski.
Kształcił się w Bedford School i Kolegium Trójcy Świętej University of Cambridge. 
Wystąpił na igrzyskach olimpijskich w Amsterdamie w 1928, gdzie Brytyjczycy w składzie: John Lander, Michael Warriner, Richard Beesly i Edward Vaughan Bevan zdobyli złoty medal w czwórkach bez sternika. W finale wyprzedzili osadę Stanów Zjednoczonych o 1 sekundę. Był to jego jedyny start olimpijski.
Po zakończeniu kariery pełnił funkcję skarbnika Cambridge University Boat Club oraz prezydenta Rob Roy Boat Club.
Z zawodu był lekarzem. Jednym z jego pacjentów był Ludwig Wittgenstein, u którego zdiagnozował raka prostaty i który mieszkał w domu Bevana przez ostatnie miesiące życia.